# 董颺先
董颺先（16世紀—17世紀），字沙河，號沙筑，福建泉州府惠安县籍晉江縣人，明朝、南明政治人物。

## 生平
董颺先是崇禎六年（1633年）福建鄉試第四十二名舉人，十年（1637年）成進士，户部觀政，本年十月獲授泰州知州，十二年降调去職。到十五年（1642年）時補任直隸通州知州，十六年考察去職，十七年補任廣東化州知州，弘光元年（1645年）升刑部陕西司员外郎，再調為廣東雷廉道僉事與廣東嶺海道參議。
隆武年間董颺先和林必達同時陞為禮部右侍郎，福京失陷後到浯洲古坑村建石屋垂釣，清朝朝廷迫他出仕，他就裝作瘋癲，日夜向柳樹下下拜，自笑自歌，終於得免。

## 家族
曾祖董于平，祖董周溪，父董贵爵。

## 引用
1. ↑  《崇祯十年丁丑科进士三代履历》：董飏先，曾祖于平，祖周溪，父贵爵。沙筑，易二房，辛亥七月初六日生，惠安籍，晋江人，癸酉四十二名，会二百二十二名，二甲二十名，户部观政，本年十月授南泰州知州，己卯降调，壬午補通州知州，癸未考察，甲申補廣東化州知州，乙酉升刑部湖广司员外。
2. 1 2  《新金門志·人物志·流寓列傳》：（林必達）與陳謙謁福京，通書鄭芝龍，意欲私自招徠之而不及疏聞。上（隆武）以其欺謾扇惑，兼以芝龍愧憤不出，故逮下獄。黃起有疏救不許，……與董颺先同陞禮部右侍郎。……颺先，字沙河，惠安【晉江】人。崇禎十年進士。自泰州、化州知州，遷嶺海參議。福京亡，歸。清迫起，陽狂得免。
3. ↑  乾隆《晉江縣志·卷八 選舉志》：崇禎六年 癸酉 科解元陸希韶榜……董颺先 府學，丁丑進士……崇禎十年 丁丑 劉同升榜……董颺先 泰州知府【州】，僉事
4. ↑  道光《泰州志》·卷十三 秩官表上：知州……董颺先 惠安人，進士，十年任
5. ↑  乾隆《（直隸）通州志·卷九·秩官志上》：（崇禎）十五年 董颺先 漳州人，由進士（任知州）
6. ↑  光緒《化州志》·職官志·卷七：知府 知州 知縣……董颺先 惠安人，進士，十年任
7. ↑  《新金門志·人物志·流寓列傳》：董颺光【先】，號沙河，晉江人。崇禎十年進士，官至廣東雷廉道。避難浯洲古坑村，鑿石為屋，垂釣駟湖，置身山光水色中。或迫使出，佯狂發疾，朝夕村柳下拜，自笑自歌，當道以其癲而止（金門志）。